# Rupert Sanders
 (novembre 2014).
Si vous disposez d'ouvrages ou d'articles de référence ou si vous connaissez des sites web de qualité traitant du thème abordé ici, merci de compléter l'article en donnant les références utiles à sa vérifiabilité et en les liant à la section « Notes et références ».
Pour les articles homonymes, voir Sanders.
Rupert Sanders, né le 16 mars 1971 à Westminster, est un réalisateur anglais.

## Biographie

### Famille et vie privée
Ses parents sont Thalia (née Garlick) et Michael Sanders. Il est marié à Liberty Ross, sœur d'Atticus Ross. À la suite d'une liaison avec Kristen Stewart, Liberty Ross demande le divorce en 2013[réf. nécessaire].

## Filmographie

### Longs métrages
- 2012 : Blanche-Neige et le Chasseur (Snow White & the Huntsman)
- 2017 : Ghost in the Shell
- 2024 : The Crow

### Courts métrages
- 2010 : How to Destroy Angels: The Space in Between
- 2010 : Black Hole
- 2013 : Greatness Awaits